# Хрістофер Кодеріш
Хрістофер Кодеріш (нім. Christopher Koderisch; нар. 25 листопада 1984) — колишній німецький тенісист.
Найвищу одиночну позицію світового рейтингу — 595 місце досяг 18 липня 2005, парну — 473 місце — 3 жовтня 2005 року.

## Титули ITF Ф'ючерс

### Парний розряд: (1)
| Ранг | Дата     | Турнір             | Покриття | Партнер          | Суперники                 | Рахунок   |
| ---- | -------- | ------------------ | -------- | ---------------- | ------------------------- | --------- |
| 1.   | Лип 2005 | Австрія F4, Тельфс | Ґрунт    | Баштіан Кніттель | Бенедікт Дорш Міша Зверєв | 2–1, ret. |